# Empoli Football Club
L'Empoli Football Club és un club de futbol d'Itàlia, de la ciutat d'Empoli, a Toscana. Va ser fundat el 1920 i actualment juga a la Serie B de la lliga italiana.
És un dels clubs italians que han arribat a la Serie A sense que la seva ciutat sigui capital provincial.
L'Empoli ha estat durant la major part de la seva història un club de futbol professional. A nivell europeu, la seva màxima fita és la participació a la Copa de la UEFA 2007–08.

## Historial d'entrenadors
- Antonio Vojak (1937–39)
- Enrico Colombari (1939–40)
- Sergio Cervato (1968–70)
- Sergio Castelletti (1971–72)
- Renzo Ulivieri (1972–76)
- Bruno Giorgi (1976–77)
- Vincenzo Guerini (1983–85)
- Luigi Simoni (1988–89)
- Vincenzo Montefusco (1989–91)
- Francesco Guidolin (1991–92)
- Adriano Lombardi (1993–94)
- Luciano Spalletti (1995–98)
- Luigi Delneri (1998)
- Mauro Sandreani (1998–99)
- Corrado Orrico (1998–99)
- Elio Gustinetti (1999–00)
- Silvio Baldini (1999–03)
- Mario Somma (2004–06)
- Luigi Cagni (2006–07)
- Alberto Malesani (2007–08)
- Luigi Cagni (2008)
- Silvio Baldini (2008–09)
- Salvatore Campilongo (2009–10)
- Alfredo Aglietti (2010–11)
- Giuseppe Pillon (2011)
- Guido Carboni (2011–12)
- Alfredo Aglietti (2012)
- Maurizio Sarri (2012–15)
- Marco Giampaolo (2015–16)
- Giovanni Martusciello (2016–2017)
- Vincenzo Vivarini (2017)
- Aurelio Andreazzoli (2017–2018)
- Giuseppe Iachini (2018–2019)
- Aurelio Andreazzoli (2019)
- Cristian Bucchi (2019)
- Roberto Muzzi (2019–2020)
- Roberto Muzzi (2019–20)
- Alessio Dionisi (2020–21)
- Aurelio Andreazzoli (2021–22)
- Paolo Zanetti (2022–23)
- Aurelio Andreazzoli (2023–24)
- Davide Nicola (2024)
- Roberto D'Aversa (2024–present)